# John Stewart (1789–1860)
Pour les articles homonymes, voir John Stewart et Stewart.
John Stewart, né en 1789 et mort le 14 mars 1860, est un homme politique, propriétaire de plantations caribéennes et homme d'affaires britannique. Décrit comme tel au XIXe siècle, il est très certainement la première personne issue d'une minorité visible à siéger au Parlement du Royaume-Uni,,.

## Biographie
Il est l'enfant naturel de John Stewart, propriétaire de plantations et d'esclaves dans plusieurs colonies britanniques des Caraïbes, et de Mary Duncan, Guyanienne « probablement noire ou métisse ». John Stewart père est élu député tory de Camelford à la Chambre des communes du Parlement britannique en 1819, mais son élection est invalidée lorsqu'il est reconnu coupable de corruption électorale. Il reconnaît son fils illégitime et, à sa mort en 1826, lui lègue ses biens. John Stewart fils hérite ainsi de plantations en Guyane britannique, en Grenade, à Trinité, à Antigua et ailleurs, ainsi que des esclaves qui y travaillent. Il n'est pas rare que des métis héritent de plantations et d'esclaves,.
Tout comme son père, John Stewart lui-même réside à Londres, où il travaille comme banquier dans la cité de Londres.  Candidat du Parti tory (conservateur) aux élections législatives de 1832, il est élu député de la ville portuaire anglaise de Lymington. Dans une Chambre des communes nouvellement réformée, une majorité des députés souhaitent faire de l'abolition de l'esclavage une priorité. John Stewart s'y oppose, tout comme à l'abrogation des taxes douanières sur le sucre non-britannique, taxe qui favorise les producteurs coloniaux tels que lui. En mai 1833, il présente et défend à la Chambre une pétition contre l'abolition de l'esclavage. Pour autant, il n'a pas la faveur d'autres propriétaires de plantation caribéennes, un journal britannique du XIXe siècle remarquant que certains d'entre eux sont mécontents d'être ainsi défendus par un métis. Lorsque la loi Slavery Abolition Act est adoptée par le Parlement en 1833 et abolit l'esclavage, il reçoit une très importante compensation financière. Ses plantations demeurent profitables ; il en achète davantage dans les années qui suivent, y employant des villageois locaux, des travailleurs venus de Madère et « quelques Coolies » indiens. Il devient dans le même temps vice-président d'une compagnie d'assurances à Londres,,,.
Dans les années 1840, il investit dans diverses sociétés de chemin de fer qui connaissent alors un essor considérable, en Angleterre et en Irlande. Il devient en 1846 le directeur de la British West India Company, compagnie des chemins de fer des Antilles britanniques. Réélu confortablement trois fois à la Chambre des communes, il est finalement battu dans sa circonscription aux élections de 1847. Il meurt en 1860 à son domicile cossu dans le quartier de Hyde Park à Londres. Marié deux fois, il laisse un fils installé en Guyane britannique et qui hérite de ses propriétés,,.